# البطحاء (النادرة)

تعديل مصدري - تعديل

البطحاء محلة تابعة لقرية نفيع، التابعة لعزلة الفجرة بمديرية النادرة إحدى مديريات محافظة إب في الجمهورية اليمنية، بلغ تعداد سكانها 70 حسب تعداد اليمن لعام 2004.